# Söderberg & Partners

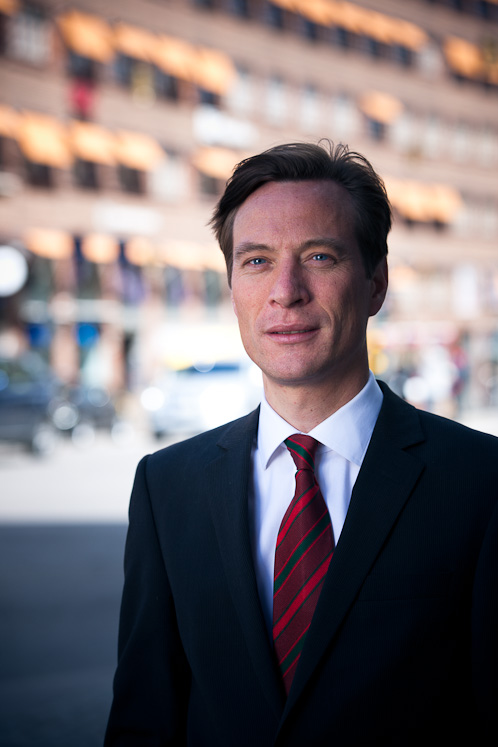
Gustaf Rentzhog, vd Söderberg & Partners

Söderberg & Partners grundades 2004 och är en av Sveriges ledande finansiella rådgivare och förmedlare av försäkringar och finansiella produkter. Företaget bedriver verksamheter inom bland annat tjänstepensionsrådgivning, försäkringsrådgivning, försäkringsförmedling, förmögenhetsrådgivning, kapitalförvaltning och bolån. Söderberg & Partners utvecklar och erbjuder även digitala verktyg inom bland annat finansiell rådgivning samt löne-, och förmånshantering.
Koncernen har idag omkring 3 500 medarbetare som arbetar på fler än 127 kontor. Förutom i Sverige, har Söderberg & Partners även verksamhet i Norge, Danmark, Finland och Nederländerna. Därtill finns fondbolagsverksamhet i Luxemburg och produktutvecklingsverksamhet i Madrid. Huvudkontoret ligger på Malmskillnadsgatan 32 i Stockholm. Gustaf Rentzhog är sedan starten VD för Söderberg & Partners.

## Affärsområden
Söderberg & Partners bedriver verksamheter inom:
- Tjänstepensionsrådgivning
- Försäkringsrådgivning
- Försäkringsförmedling
- Förmögenhetsrådgivning
- Kapitalförvaltning
- Privatförsäkring
- Bolån
- Familjerätt
- Skatterådgivning & finansiell planering
- Telefoni och kommunikationsplattformar

Bolaget erbjuder även tjänster inom Performance Management samt digitala verktyg för bland annat finansiell rådgivning, lönehantering och förmånshantering.

## Historik
Söderberg & Partners bildades i slutet av 2004 då en grupp av nio analytiker, under ledning av vd Gustaf Rentzhog, lämnade investmentbanken Carnegie för att starta egen verksamhet. Finansmannen Per-Olof Söderberg gick in som huvudfinansiär och har sedan dess deltagit aktivt inom verksamheten, bland annat som styrelseordförande. 
2014 gick TA Associates in som delägare i Söderberg & Partners, då bolaget skulle expandera in i de nordiska grannländerna. År 2019 sålde TA Associates sitt innehav i Söderberg & Partners till KKR. Under 2021 gick TA Associates åter in som delägare i samband med en nyemission. KKR kvarstod som minoritetsägare efter den nya emissionen. Söderberg & Partners betonade då att kontrollen över bolaget fortfarande ligger hos grundare och styrelseordförande.
Sedan 2015 finns också verksamhet i Norge, Danmark och Finland. I mars 2017 etablerade sig Söderberg & Partners i Nederländerna genom ett partnerskap med det holländska rådgivningsföretaget Floreijn. I slutet av 2017 expanderade företaget ytterligare i Nederländerna genom ett delförvärv av den holländska pensionsrådgivaren Montae.
Det allra första affärsområdet var pensionsrådgivning, tätt följt av sak-verksamheten. Därefter har allt fler affärsområden vuxit fram. Analysavdelningen har vuxit och breddats till att täcka in flera nya områden, och Söderberg & Partners är idag en av Sveriges ledande rådgivare och förmedlare av försäkringar och finansiella produkter.
I januari 2024 förvärvade Söderberg & Partners en betydande minoritetsandel i den brittiska finanstjänstgruppen Fidelius. Investeringen markerar ett strategiskt drag av Söderberg & Partners för att stärka sin närvaro i den brittiska rådgivningssektorn.

## Vision & Värdegrund
Söderberg & Partners vision:
”Söderberg & Partners vision är att arbeta proaktivt idag för att du ska leva ett tryggare och rikare liv imorgon.”
Enligt Söderberg & Partners själva så ska detta uppnås genom att arbeta efter företagets värdegrunder där personlig hänsyn, gedigen analys och öppenhet utgör hörnstenarna.

## Utmärkelser
Här följer några av de senaste utmärkelserna:
- 2023 Söderberg & Partners Wealth Management utses till Sveriges främsta Private Banking-aktör – Kantar Sifo Prosperas årliga undersökning[6]
- 2023 Sveriges nöjdaste kunder (försäkringsförmedling) – Svenskt kvalitetsindex (SKI)[7]
- 2022 Söderberg & Partners Wealth Management utses till Sveriges främsta Private Banking-aktör – Kantar Sifo Prosperas årliga undersökning[8]
- 2022 Sveriges nöjdaste kunder (försäkringsförmedling) – Svenskt kvalitetsindex (SKI)[9]
- 2021 Sveriges nöjdaste kunder (försäkringsförmedling) – Svenskt kvalitetsindex (SKI)[10]
- 2020 Sveriges nöjdaste kunder (försäkringsförmedling) – Svenskt kvalitetsindex (SKI)[11]
- 2019 Sveriges nöjdaste kunder (försäkringsförmedling) – Svenskt kvalitetsindex (SKI)[12]
- 2018 Sveriges nöjdaste kunder (försäkringsförmedling) – Svenskt kvalitetsindex (SKI)[13]
- 2017 Sveriges nöjdaste kunder (försäkringsförmedling) – Svenskt kvalitetsindex (SKI)[14]
- 2016 Gustaf Rentzhog, nominerad till Årets VD – Motivation.se[15]
- 2016 Sveriges nöjdaste kunder (försäkringsförmedling) – Svenskt kvalitetsindex (SKI)[16]
- 2016 Ett av Sveriges Superföretag – Veckans Affärer[17]
- 2015 Sveriges nöjdaste kunder (försäkringsförmedling) – Svenskt kvalitetsindex (SKI)[18]
- 2015 Ett av Sveriges Superföretag – Veckans Affärer
- 2014 Sveriges nöjdaste kunder (försäkringsförmedling) – Svenskt kvalitetsindex (SKI)
- 2014 Ett av Sveriges Superföretag – Veckans Affärer
- 2013 Sveriges nöjdaste kunder (försäkringsförmedling) – Svenskt kvalitetsindex (SKI)
- 2012 Sveriges nöjdaste kunder (försäkringsförmedling) – Svenskt kvalitetsindex (SKI)

## Kritik
I en kritisk granskning 2011 av pensionsrådgivningsföretag i Svenska Dagbladet lyfts Söderberg & Partner fram som exempel på rådgivare som inte gynnar kunderna. Den stämning som inlämnades mot Söderberg & Partners ogillades dock av tingsrätten som gav Söderberg & Partners rätt.
I en ny kritisk granskning 2016 av Svenska Dagbladet framförs kritik mot avgifterna och avkastningen hos Söderberg & Partners fonder, samt att bolaget döljer viktig information om fonderna och förskönar bilden av den egna förvaltningen.

## Samarbete med högskolor och universitet
Företaget är en av medlemmarna, benämnda Partners, i Handelshögskolan i Stockholms partnerprogram för företag som bidrar finansiellt till högskolan och nära samarbetar med den vad gäller forskning och utbildning.